# Đại học Quốc tế Logistics và Vận tải tại Wrocław
Viện Đại học Quốc tế Logistics và Vận tải tại Wrocław, IULT (Ba Lan: Międzynarodowa Wyższa Szkoła Logistyki i Transportu we Wrocławiu, MWSLiT) là một viện đại học tư thục được thành lập vào năm 2001 tại Wroclaw. Viện đại học này được thành lập với sự hợp tác của tập đoàn Pháp École supérieure internationale de Commerce (ESIDEC) tại Metz. Trường đại học có một số chuyên ngành: hậu cần, vận tải, kỹ thuật dân dụng và quản lý.

## Lịch sử
Viện Đại học Giao thông và Vận tải Quốc tế tại Wrocław được thành lập năm 2001 theo sáng kiến của Hiệp hội Xây dựng Trung tâm Hậu cần Tích hợp có trụ sở tại Wrocław.
Việc thành lập trường đại học hợp tác với Tập đoàn ESIDEC đã được trao giải thưởng của Thủ tướng Pháp năm 2003 cho dự án giáo dục tốt nhất châu Âu, trong số 92 dự án trên toàn thế giới.

## Ban Giám hiệu
- Hiệu trưởng: Tiến sĩ Marcin Pawęska
- Trưởng khoa: Tiến sĩ Inż. Józef Puchalski
- Hiệu trưởng danh dự Mgr Jolanta Czyż

## Hiệu trưởng
- 2001-2002: GS. Tiến sĩ Hab. Inż. Zbigniew Korzeń
- 2002-2006: GS. Tiến sĩ Hab. Stanisław Marian Krawchot
- 2006-2008: Tiến sĩ Hab. Andrzej Wacław Bujak
- 2008-2012: Tiến sĩ Janusz Zierkiewicz
- 2012-2017: Tiến sĩ Inż. Zbigniew Sebastian
- 2017 - nay: Tiến sĩ Marcin Pawęska

## Cơ cấu tổ chức
- Khoa Hậu cần và Giao thông vận tải
- Ngành hậu cần
- Ngành vận tải
- Ngành xây dựng
- Ngành quản lý
- Ngành bổ sung
- Trung tâm nghiên cứu khoa học máy tính
- Trung tâm giáo dục thể chất

## Danh sách các chuyên ngành
- Logistics (đại học - 6 học kỳ), (kỹ thuật - 7 học kỳ), (sau đại học - 3 học kỳ)
- Hậu cần (sau đại học với tiếng Anh là ngôn ngữ giảng dạy - 4 học kỳ)
- Giao thông vận tải (đại học - 6 học kỳ)
- Xây dựng dân dụng (kỹ thuật - 7 học kỳ)
- Quản lý (đại học - 6 học kỳ)

Ngoài ra, trường đại học cung cấp các khóa học sau đại học khác như:
- Chuỗi cung ứng quốc tế hậu cần
- Đường và cầu sử dụng và bảo trì
- Sử dụng và bảo trì đường sắt
- Kỹ thuật viên hậu cần - kỹ thuật viên giao nhận
- Hệ thống hậu cần trong thương mại và phân phối
- Chiến lược mua hàng
- Quản lý hiện đại về hậu cần và sản xuất
- Quản lý và tổ chức vận chuyển hàng hóa
- Quản lý cân đối đầu tư xây dựng
- Quản lý nhóm hành động địa phương